# HELLO RADIO
HELLO RADIO（ハロー・レディオ）は、CROSS FMで放送されていたラジオ番組。2007年4月2日から2008年3月31日までの毎週月曜日から金曜日の9:00-11:00、北九州本社スタジオから生放送された。

## ナビゲーター
- DJ RICHARD
- 鶴田弥生（月曜日・水曜日・金曜日）
- Junko（火曜日・木曜日）

2007年9月末まではJunkoが月曜日と火曜日、鶴田弥生が水曜日から金曜日を担当していた。